# زینتولا بیلیالتدینوف
زینتولا بیلیالتدینوف (روسی: Зинэтула Хайдарович Билялетдинов؛ زادهٔ ۱۳ مارس ۱۹۵۵) بازیکن هاکی روی یخ اهل روسیه بود.